# Басман (крепость)
Басман (также Басманский исар) — развалины средневекового укреплённого загона IX—XIII века и монастыря того же времени. Расположен на территории Крымского природного заповедника. Расположены на восточных обрывах хребта Басман, поселение — выше группы пещер, в которых размещался монастырь. Стены (толщиной 1,6—2,1 м, сохранились в высоту до 1,8 м) сложены из бута насухо, площадь укрепления 0,35 гектара, размеры защищённой площадки 80 на 50 м. С комплексом пещер городище было связано системой навесных деревянных лестниц.
Первым из историков об исаре на Базме сообщил, «по словам старожилов», в 1837 году Пётр Кеппен. Основные исследования поселения были проведены экспедицией 1962 года под руководством Олега Домбровского. Было установлено, что стена подковообразного вида двухпанцирной кладки концами упиралась в стену, где были оставлены проходы-калитки (северная и южная), внутри укрепления культурный слой не обнаружен, на основании чего сделан вывод о его хозяйственном (загон для скота) назначении. Основная жизнь проходила в пещерах (10 штук), в которых толщина культурного слоя кое-где достигала 5 метров. Судя по результатам археологических раскопок, люди жили в них начиная с VI века по X, причём керамическая посуда была в большинстве бытовая, что говорит об практическом отсутствии торговых связей. В одной из пещер был раскопан миниатюрный одноапсидный храм с внутренними размерами 3,2 на 1,6 м (диаметр апсиды 1,3 м), сложенный из бута на известковом растворе и перекрытый коробовым сводом. Пещера с церковью, как и остальные, до X века была жилой, с X по XV век оспользовалась в культовых целях, другие были заброшены — видимо, после X века постоянного населения на Басмане уж не было.